# 骊姬之乱
骊姬之乱是春秋战国的晋国献公时的一場政治鬥爭。（前657年—前651年），晋献公的妃子驪姬害死了太子申生，迫走重耳、夷吾，以立其子奚齐為儲君。

## 经过
晋献公娶了六個妻子，生了五个儿子。其中，齐姜生了太子申生，戎国大戎狐姬生了重耳，她妹妹小戎子生了夷吾。骊戎族人许配了骊姬给晋献公，驪姬生下一子，取名奚齐，她陪嫁的妹妹生了卓子。
当初，晋献公想立骊姬为夫人，他占卜了两次，先「卜」後「筮」，第一次「卜」结果不吉利，第二次「筮」結果吉利。雖然占卜之人認為「卜」比「筮」準確，献公依然决定按照第二次的结果办事。
骊姬受到晋献公的宠爱，她希望立奚齐为太子，让他继承君位。她贿赂晋献公宠信的大夫梁五和东关嬖五，使他们说服献公让太子申生、重耳和夷吾离开京城。那两个大夫对献公说戎族人和狄族人经常侵犯晋国，需要派长子捍卫领土，使戎狄再也不敢侵犯国家。献公让太子住在曲沃（今山西闻喜县东），重耳住在蒲城（今山西隰县西北），夷吾住在二屈（今山西吉县）。蒲與二屈在邊境，近狄人之地，两个大夫借用保卫国家安全的名义，請獻公派重耳及夷吾至邊境，以強其疆，從而来阻止献公的长子当国君。
前656年，骊姬施展阴谋，陷害太子申生，让申生到曲沃去祭祀亡母，而且把用来拜神的肉和酒拿回来献给他父亲献公。骊姬在酒肉偷偷地下了毒，又進言希望試驗一下食品安全，晋献公把肉给狗吃，狗被毒死了，又給小臣吃，小臣也被毒死了，所以献公发现酒肉有毒，以为是申生想谋杀他。申生逃回曲沃，晋献公杀了申生的师傅杜原款。
有人建议申生为自己申辩，向献公揭露骊姬的阴谋，申生回答：“我父君如果没有骊姬，寝食不安，如果为自己辩护，骊姬会受到惩罚，父君年纪那么大，我又不能使他快樂。”那个人就劝告申生快点逃走，申生不肯。於是，十二月十七日，申生自縊於曲沃，人稱恭太子。
骊姬野心勃勃，也陷害太子申生的弟弟重耳和夷吾，献公攻打蒲城讨伐重耳，重耳带着贤士赵衰、狐偃（咎犯）、贾佗、先轸等往狄族人的地方逃走。
前655年，晋献公派贾华等人往二屈讨伐夷吾，夷吾往梁国逃走。
前651年九月，晋献公逝世，立十五岁的奚齐为国君，拜荀息為相国，希望其鼎力相助。十月，晋国大夫里克杀了刚刚即位的奚齐，当时晋献公还没有安葬。荀息立奚齐的弟弟卓子为君。十一月，里克又杀了卓子和驪姬，荀息悬梁自尽。
里克迎接了重耳回国即位，重耳害怕危險，以「負父之命，出奔，父死，不得修人子之禮侍喪，重耳何敢入！」谢绝，所以里克立了重耳弟弟夷吾。